# Spațiu complet
În analiza matematică, un spațiu metric {\displaystyle (X,d)} se numește complet dacă oricare șir Cauchy este convergent în X.
Intuitiv vorbind, completitudinea înseamnă că „nu lipsesc niciun punct” din spațiu. Spre exemplu, spațiul {\displaystyle (\mathbb {R} \setminus \{0\},\,d)}, prevăzut cu distanța usuală {\displaystyle d(x,y)=|x-y|}, nu este complet pentru că punctul 0 „lipsește” din spațiu: prin urmare, există șiruri Cauchy precum {\displaystyle x_{n}=1/n} care nu sunt convergente.
Mereu este posibil de a completa un spațiu prin un proces numit completare Cauchy. De pildă, un mod de a construi spațiul {\displaystyle \mathbb {R} } al numerelor reale este prin completarea Cauchy a spațiului {\displaystyle \mathbb {Q} } al numerelor raționale.
Noțiunea metrică de completitudine nu trebuie confundată cu noțiunea topologică de închidere.